# Soarele negru (film din 1968)
Soarele negru este un film românesc din 1968 regizat de Slavomir Popovici.